# Zinvié
Zinvié est un arrondissement de la commune d'Abomey-Calavi localisé dans le département de l'Atlantique dans le Sud du Bénin,,.

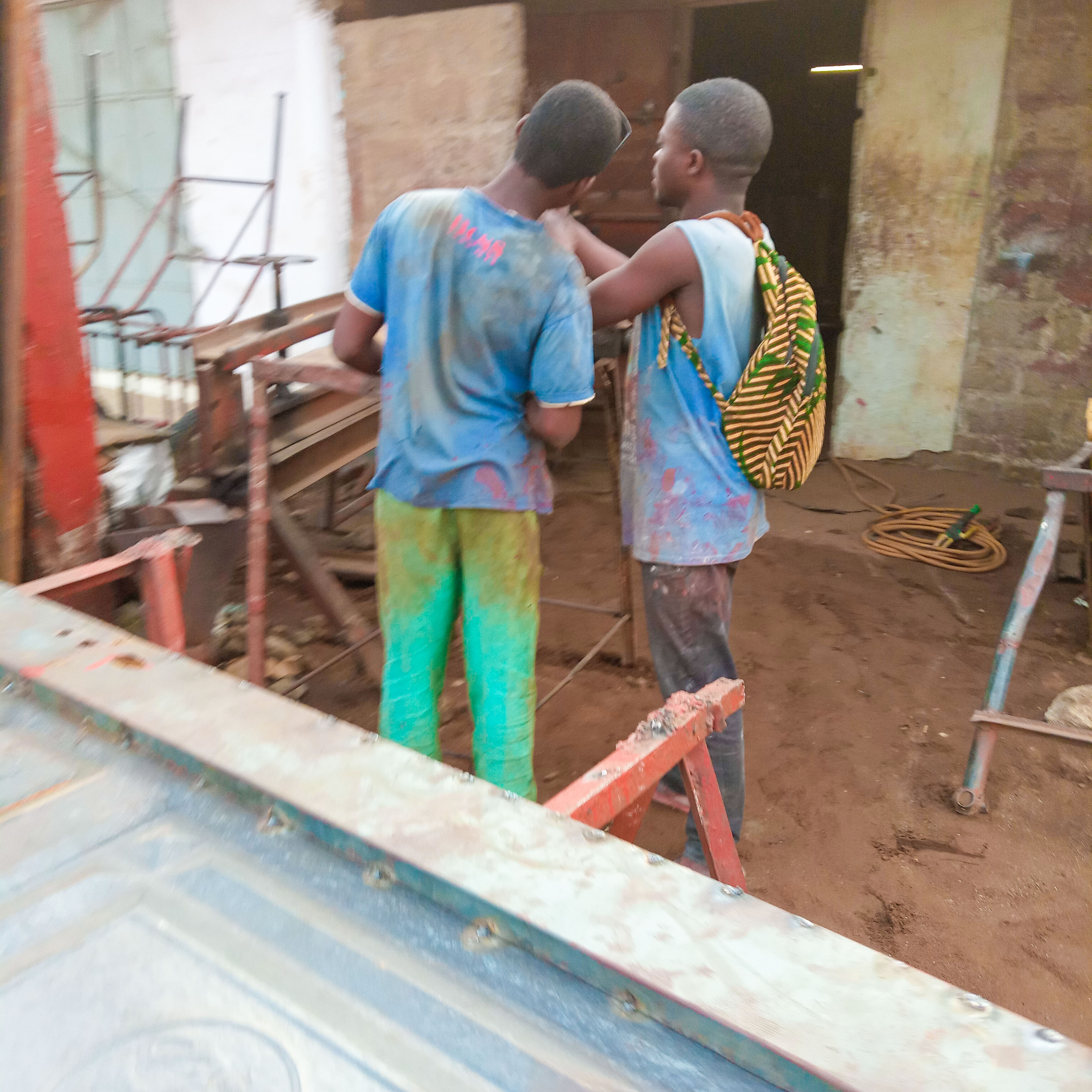
Atelier de soudure (Calavi)

## Histoire et Toponymie

### Histoire
Zinvié devient officiellement un arrondissement de la commune d'Abomey-Calavi le 27 mai 2013 après la délibération et adoption par l'Assemblée nationale du Bénin en sa séance du 15 février 2013 de la loi n° 2013-O5 du 15/02/2013 portant création, organisation, attributions et fonctionnement des unités administratives locales en République du Bénin.

## Géographie
Zinvié est un arrondissement de la commune d'Abomey-Calavi localisé dans le département de l'Atlantique au Sud du Bénin ; il est plus précisément situé entre les latitudes 6°30’27’’ et 6°40’26’’ Nord et entre les longitudes 2°19’31’’ et 2°25’24’’ Est. Il est limité au Nord par l’arrondissement de Kpanroun, au Sud par les arrondissements de Glo Djigbé et d’Akassato, à l’Ouest par la commune de Zè et à l’Est par la commune de Sô-Ava.

## Climat
L’arrondissement de Zinvié a les mêmes caractéristiques climatiques que les autres localités du département de l’Atlantique. Par conséquent, selon les rapports du SCDA (actuel CCeC) Abomey-Calavi, ce climat est du type subéquatorial caractérisé par deux saisons sèches et deux saisons pluvieuses réparties approximativement comme suit :
·      une grande saison des pluies allant de mi-mars jusqu’à fin juillet ;
·      une petite saison des pluies de mi-septembre à novembre ;
·      une grande saison sèche de novembre à mi-mars ;
·      une petite saison sèche d'août à mi-septembre. 
Les hauteurs de pluie les plus élevées sont enregistrées dans le mois de juin au cours de la grande saison pluvieuse avec une valeur atteignant 329 mm et dans le mois d’octobre au cours de la petite saison pluvieuse avec une valeur de 163 mm (d'après les données de Météo-Bénin).
Les températures oscillent toute l’année avec des minima qui se situent entre 24°C et 27°C puis des maxima qui varient de 28°C à 32°C.

## Relief
Comme la plupart des arrondissements de la commune d’Abomey-Calavi, Zinvié connait un relief peu accidenté. Ses principaux traits caractéristiques sont : un plateau de terre de barre et des dépressions. La partie septentrionale de la commune, où l’on peut localiser notre zone d’étude, est caractérisée par des dépressions raccordées à la rivière Sô et celles reliant les localités de Glo, de Togba et de Godomey et qui débouchent dans la lagune de Djonou et va rejoindre le lac Nokoué. 
Les zones au nord-ouest et au sud-ouest sont en hautes altitudes avec des valeurs dépassant les 49 m tandis qu’au centre et à l’ouest les terres sont en basses altitudes allant jusqu’à moins de 2 m.

## Sols
Les sols sont de texture argilo-sablonneuse et ont une teneur bien élevée en matière organique (Seidou, 2015). Ces unités de sols comportent plusieurs types de sols dont des sols ferralitiques faiblement saturés appauvris sur sédiment meuble argilo-sableux du Continental terminal, des sols hydromorphes inondables, des vertisols lithomorphes, grumosoliques modaux et de quelques sols de bordures du lac Nokoué.

## Administration
Zinvié fait partie des 9 arrondissements que compte la commune d'Abomey-Calavi. Il est composé de 10 villages et quartiers de ville que sont: Adjogansa, Dangbodji, Dokomey, Gbodje, Gbodjoko, Kpotomey, Sokan, Wawata, Yevié, Zinvié,.

## Population
Selon le Recensement Général de la Population et de l'Habitation(RGPH4) de l'Institut National de la Statistique et de l'Analyse Economique(INSAE) au Bénin en 2013, la population de Zinvié compte 3468 ménages pour 18157 habitants soit 5,2 individus par ménage.
| Indicateur           | 2013  |
| -------------------- | ----- |
| Nombre de ménages    | 3468  |
| Population féminine  | 9401  |
| Population masculine | 8756  |
| Population totale    | 18157 |

La population de l’arrondissement de Zinvié a connu une évolution croissante de 1992 à 2013 avec un taux d’accroissement moyen de 14%.
En effet, la population était de 11.591 habitants en 1992, ensuite de 13.212 habitants en 2002 et enfin elle passe à 18.157 habitants en 2013. Cette population qui ne cesse d’augmenter est suivie d’une forte demande alimentaire (plus les bouches à nourrir). Elle permet donc à l’arrondissement de disposer d’une main d’œuvre qualifiée capable de propulser le développement et la réduction de la pauvreté.

## Activités socioéconomiques
Le secteur agricole domine toutes les autres activités économiques de l’arrondissement
1. Agriculture
Les principales spéculations agricoles de l’arrondissement de Zinvié sont les cultures vivrières (maïs, manioc, patate douce, igname, taro, niébé, arachide), les cultures maraîchères (tomate, piment, gombo, légume) et les cultures de rente (palmier à huile, canne à sucre). 
Les principales cultures en termes de superficies occupées sont : les cultures maraîchères (20%), les cultures industrielles ou de rente (34%), les légumineuses (10,5%), les céréales (31,5%) et les tubercules (20%) qui occupent en majeure partie, des superficies cultivées annuellement. 
L’agriculture absorbe une grande partie (75% environ) de la main d’œuvre disponible dans l’arrondissement. Les outils de travail dans ce secteur sont essentiellement la houe et le coupe-coupe. Les tentatives de mécanisation de l'agriculture avec l'introduction de la culture attelée dans le milieu n’ont pas connu un réel succès.
2. Élevage
L’élevage à Zinvié se pratique de façon traditionnelle et on y élève des volailles, des bovins, des ovins, des caprins et des porcins. Deux modes d’élevage sont rencontrés : enclos et divagation. Mais de nouvelles filières émergent dans l’arrondissement. Il s'agit de l'aulacodiculture (aulacode), de la cuniculiculture (lapin) et de l’achatiniculture (escargot).
3. Pêche
La pêche et la pisciculture sont deux activités très importantes outre l'agriculture pour les populations de Zinvié constituées de pêcheurs. Les types de pêche pratiqués sont : la pêche à la nasse, au filet, les trous à poisson, les étangs piscicoles, etc. Les principales espèces pêchées sont : le silure, le tilapia, la crevette et les crabes. L’existence de cours d’eau, des marais et des bas-fonds constitue l’atout naturel de cette activité qui jouit aussi d’une disponibilité en marché incontestable.

### Galerie de photos

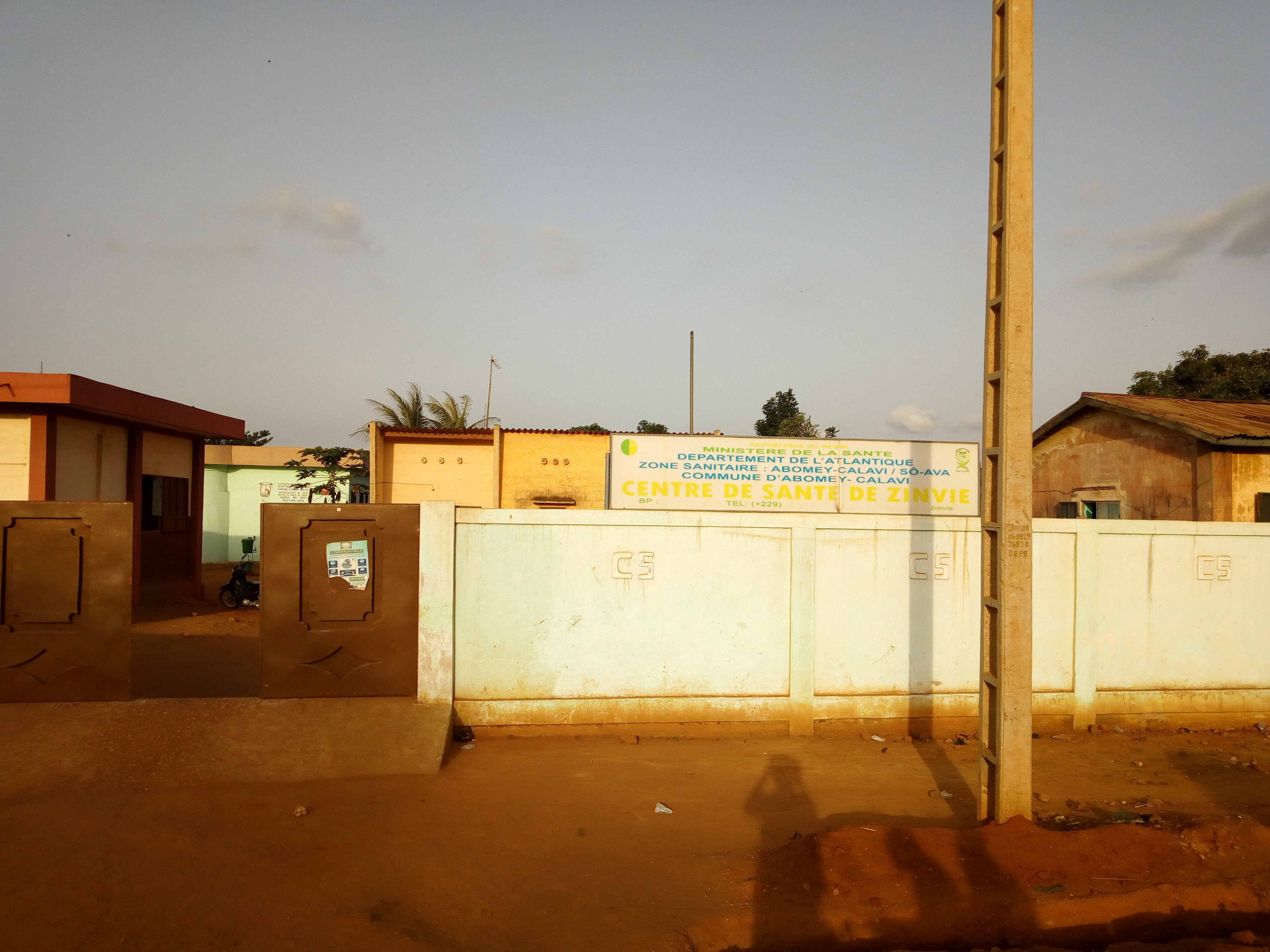
Centre de santé de l'arrondissement de zinvié au Bénin